# Hrochův Týnec
Hrochův Týnec é uma cidade checa localizada na região de Pardubice, distrito de Chrudim.